# Marisol Ribeiro
Marisol Ribeiro (nghệ danh Marisol Ribeiro Ferreira, ngày 19 tháng 7 năm 1984 tại São Paulo, Brazil) là một nữ diễn viên người Brazil.

## Tiểu sử
Là con gái của nữ diễn viên Maria Ferreira và cựu người dẫn chương trình tin tức truyền hình Gilberto Ribeiro, Trong nhiều năm, Marisol Ribeiro đã sống ở Taubaté ở São Paulo. Năm 1999, cô chuyển đến thủ đô tìm kiếm giấc mơ trở thành diễn viên. Marisol Ribeiro tham gia vào nhiều quảng cáo truyền hình, vở kịch xà phòng và một vài tác phẩm. Năm 2001, Marisol Ribeiro tham gia đoàn làm phim Disney Cruj trong SBT, sau đó ngay lập tức chọn Marisol, phim truyền hình cùng một đài, và cùng năm đó (2002) Marisol Ribeiro cũng đã đóng phim Malhação trên Rede Globo, đóng vai Tininha.
Năm 2006, Marisol đóng vai Manuela trong phim Malhação, nhưng được thay thế bởi Luiza Valdetaro, người cũng đã đóng phim truyền hình América và, một sự vô tình hay hữu ý, là một nhân vật cùng tên.
Marisol Ribeiro đã từng chụp ảnh khỏa thân cho tạp chí Sexy năm 2005. Năm sau, sau khi rời đài truyền hình Rede Globo, Marisol đã cáo buộc đài truyền hình này không cho bản thân làm việc nhiều hơn trong các vở kịch và các sê ri phim truyện vì Marisol Ribeiro đã chụp ảnh khỏa thân trên tạp chí Sexy, vì cho rằng đã phải chịu sự mất giá ngày càng tăng của đài truyền hình vì hình ảnh sexy của cô.